# Rhamphocottus richardsonii
Rhamphocottus richardsonii és l'única espècie del gènere Rhamphocottus que al seu torn és l'únic enquadrat en la família Rhamphocottidae, és un peix marí de l'ordre Scorpaeniformes, que es distribueix per tot el litoral del nord del Pacífic que va des del Japó fins al sud de Califòrnia.